# Taśmiak pstry
Taśmiak pstry (Leptoclinus maculatus) – gatunek morskiej ryby okoniokształtnej z rodziny stychejkowatych (Stichaeidae). Jedyny przedstawiciel rodzaju Leptoclinus.

## Zasięg występowania
Wody arktyczne północnego Atlantyku i Pacyfiku, Morze Ochockie oraz Morze Beauforta.

## Charakterystyka
Osiąga 18–20 cm długości.